# Bomba biótica
A teoria de uma bomba biótica refere-se à importância das florestas no ciclo da água, especificamente, na determinação dos níveis de chuva que uma região receberá. A bomba biótica além de ser um componente essencial do ciclo hidrológico, ela também controla os fluxos de ar de uma maneira muito mais direta e poderosa do que se reconhece até o momento, especialmente nos trópicos.
A teoria afirma que um aumento na quantidade de evaporação ou transpiração causará uma redução na pressão atmosférica à medida que as nuvens se formam, o que subsequentemente fará com que o ar úmido seja atraído para regiões onde a evaporação é mais alta. No deserto, isso corresponderá ao mar, enquanto na floresta o ar úmido do mar será atraído para o interior. A teoria prevê dois tipos diferentes de costa para padrões de chuvas continentais, primeiro em uma área florestal, não se pode esperar uma diminuição nas chuvas à medida que se desloca para o interior, em contraste com uma região desmatada, onde se observa uma queda exponencial nas chuvas anuais. Embora seja verdade que os modelos climáticos globais atuais também se encaixam nesses padrões, argumenta-se que isso se deve à parametrização e não à veracidade das teorias.